# Olivia Holt
Olivia Hastings Holt (Germantown, Tennessee, 5 augustus 1997) is een Amerikaans actrice. Ze is bekend van haar rol als Kim in de Disney XD-serie Kickin' It. Ze heeft hierna ook nog gespeeld in I Didn't Do It en in de film Girl vs Monster.

## Loopbaan
Holt is vooral bekend van haar rol als Kim in de Disney Channel-serie Kickin' It. Ze vertolkt de rol van Skylar in de Disney Channel-film Girl vs. Monster, een van de hoofdrollen. Skylar ontdekt dat ze uit een familie van monsterjagers komt en dat zij de volgende is die deze taak op zich moet nemen. De film ging in oktober 2012 in première. Vanaf 2014 speelde ze Lindy in de serie I Didn't Do It.

## Filmografie
| Jaar | Titel                                        | Rol         | Opmerkingen |
| ---- | -------------------------------------------- | ----------- | ----------- |
| 2009 | Black & Blue                                 | Claire      |             |
| 2014 | Tinker Bell and the Legend of the NeverBeast | Morgan      | stem        |
| 2019 | Turkey drop                                  | Lucy        |             |
| 2023 | Totally Killer                               | Pam Miller  |             |
| 2025 | Heart Eyes                                   | Ally McCabe |             |

| Jaar      | Titel                     | Rol                      | Opmerkingen                                                                                                |
| --------- | ------------------------- | ------------------------ | --- |
| 2010      | Disney XD's My Life       | zichzelf                 | Disney XD documentaire                                                                                     |
| 2011–15   | Kickin' It                | Kim                      | hoofdrol (seizoen 3) terugkerende rol (seizoen 4)                                                          |
| 2012      | Girl vs. Monster          | Skylar Lewis             | televisiefilm                                                                                              |
| 2013      | Shake It Up               | jonge Georgia            | "My Bitter Sweet 16 It Up" (seizoen 3, aflevering 22)                                                      |
| 2014–15   | I Didn't Do It            | Lindy Watson             | hoofdrol                                                                                                   |
| 2015      | Ultimate Spider-Man       | Petra Parker/Spider-Girl | "The Spider-Verse: Part 1" (seizoen 3, aflevering 9) "The Spider-Verse: Part 4" (seizoen 3, aflevering 12) |
| 2015      | Dog with a Blog           | Wacky Jackie             | "Stan Gets Married" (seizoen 3, aflevering 13)                                                             |
| 2015      | Penn Zero: Part-Time Hero | Amber                    | "Amber" (seizoen 1, aflevering 12) "Save the Worlds" (seizoen 1, aflevering 21)                            |
| 2016      | The Evermoor Chronicles   | Valentina                | "Valentina" (seizoen 1, aflevering 17)                                                                     |
| 2018-2019 | Marvel's Runaways         | Dagger                   | gastrol |
| 2018      | Cloak & Dagger            | Dagger                   | hoofdrol                                                                                                   |
| 2021      | Cruel Summer              | Kate Wallis              | hoofdrol                                                                                                   |

## Discografie

### Singles
- 2016 - "Phoenix"[3]
- 2016- "History"

### Promotionele singles
- 2014 - "Carry On"[4]
- 2014 - "Time of Our Lives"[5]

### Muziekvideo's
| Titel                             | Jaar | Regisseur                                      | Opmerkingen                    |
| --------------------------------- | ---- | ---------------------------------------------- | ------------------------------ |
| "Carry On"                        | 2014 | Jonathan Craven, Darren Craig en Jeff Nicholas |                                |
| "Do You Want to Build a Snowman?" | 2014 | Harry Perry III                                | Disney Channel Circle of Stars |

## Prijzen en nominaties
| Jaar | Prijs                     | Categorie          | Benoemde         | Resultaat   | Ref.  |
| ---- | ------------------------- | ------------------ | ---------------- | ----------- | ----- |
| 2013 | Radio Disney Music Awards | Beste Crush Nummer | "Had Me @ Hello" | Gewonnen    | [ 8 ] |
| 2013 | Shorty Awards             | Beste actrice      | Kickin' It       | Genomineerd | [ 9 ] |

- Gemeinsame Normdatei: 1207322946
- International Standard Name Identifier: 0000 0003 8704 2969
- Library of Congress Control Number: no2012145914
- MusicBrainz: 23964660-e7a0-4ba7-86c8-1cd793fa074a
- Virtual International Authority File: 279929536
- WorldCat: E39PBJf8pQYhr3wXyKX3h8hfv3